# Тушань (стадіон)
Міський стадіон «Тушань» (босн. Gradski stadion Tušanj) — багатофункціональний стадіон у Тузлі (Боснія і Герцеговина). Домашня арена ФК «Слобода». Відкритий у 1957 році.

## Загальна інформація
Будівництво міського стадіону «Тушань» в Тузлі розпочалося у 1947 році й завершилося за десять років. Урочисте відкриття відбулося 12 липня 1957 року. Першою грою на новій арені став товариський поєдинок між місцевою «Слободою» та «Загребом», який закінчився з рахунком 5:2 на користь гостей. З того часу «Тушань» є незмінною домашньою ареною «Слободи».
Перший міжнародний матч на стадіоні відбувся після виходу «Слободи» до Кубка УЄФА 1977/78. 28 вересня 1977 року господарі стадіону приймали у Тузлі іспанський «Лас-Пальмас» і на очах своїх вболівальників перемогли з рахунком 4:3. Втім, у першому поєдинку югослави поступилися з рахунком 0:5, тож їх виступи у єврокубках на цьому припинилися.
На момент відкриття місткість стадіону складала 10 000 глядачів. Перша реконструкція арени відбулася у 1979 році, а в ході другої у 2004 році загальну місткість було збільшено до 15 000 місць, трохи менше половини з яких було обладнано індивідуальними пластиковими сидіннями. У 2010 році на стадіоні почалася третя реконструкція за його історію.

## Матчі збірної
| 01. | 04.09.2014 | Міський стадіон «Тушань», Тузла | Товариський матч | Боснія і Герцеговина — Ліхтенштейн | 3-0 |

## Контактні дані
- адреса: 75000, Боснія і Герцеговина, Тузла, площа Стара Тржница, 10